# Детлеф Фріц
Детлеф Фріц (нім. Detlev Fritz; 10 червня 1921, Дармштадт — 15 листопада 1967) — німецький офіцер-підводник, оберлейтенант-цур-зее крігсмаріне.

## Біографія
16 вересня 1939 року вступив на флот. З 1 лютого по 6 квітня 1941 року пройшов практику вахтового офіцера на підводному човні U-18, з 7 квітня по 27 вересня — курс підводника, після чого був переданий в розпорядження 1-ї флотилії. З 11 жовтня по грудень 1941 року пройшов практику вахтового офіцера на U-73. З грудня 1941 року — 2-й, з січня 1943 року — 1-й вахтовий офіцер на U-73. 12-15 липня 1943 року пройшов курс кермування, з 16 липня по 22 серпня — курс командира човна. З 25 вересня по 30 листопада 1943 року — командир U-904, з 1 грудня 1943 по 31 березня 1945 року — U-555. З 1 квітня 1945 року — вахтовий офіцер на U-2529. 9 травня був взятий в полон британськими військами. 19 серпня 1945 року звільнений.

## Звання
- Кандидат в офіцери (16 вересня 1939)
- Морський кадет (1 лютого 1940)
- Фенріх-цур-зее (1 липня 1940)
- Оберфенріх-цур-зее (1 липня 1941)
- Лейтенант-цур-зее (1 березня 1942)
- Оберлейтенант-цур-зее (1 жовтня 1943)

## Нагороди
- Залізний хрест
  - 2-го класу (12 березня 1942)
  - 1-го класу (19 січня 1943)
- Нагрудний знак підводника (27 березня 1942)